# Taça de Ouro 1981
La Taça de Ouro 1981 (in italiano Trofeo d'Oro 1981) è stata l'11ª edizione del massimo campionato brasiliano di calcio.

## Formula
Primo turno: 40 squadre divise in 4 gruppi di 10 club ciascuno. Ogni squadra affronta una volta tutte le componenti del proprio gruppo e si qualificano al secondo turno le migliori 7 di ogni raggruppamento.
Secondo turno: alle 28 squadre qualificate nel turno precedenti si aggiungono le 4 prime classificate nel secondo turno della Taça de Prata. Le 32 squadre vengono divise in 8 gruppi di 4 squadre ciascuno, che affrontano in partite di andata e ritorno tutte le componenti del proprio girone. Si qualificano alla fase finale le migliori 2 di ogni raggruppamento.
Ottavi di finale, quarti di finale e semifinali e finale: gare a eliminazione diretta in partita di andata e ritorno. Gioca in casa la seconda partita la squadra meglio classificata dopo i turni precedenti, in caso di parità si qualifica al turno seguente la squadra con il miglior risultato nel turno precedente.

## Partecipanti
| Squadra          | Città          | Stato               |
| ---------------- | -------------- | ------------------- |
| América-RN       | Natal          | Rio Grande do Norte |
| Atlético Mineiro | Belo Horizonte | Minas Gerais        |
| Bahia            | Salvador       | Bahia               |
| Bangu            | Rio de Janeiro | Rio de Janeiro      |
| Botafogo         | Rio de Janeiro | Rio de Janeiro      |
| Brasília         | Brasilia       | Distretto Federale  |
| Campinense       | Campina Grande | Paraíba             |
| Colorado         | Curitiba       | Paraná              |
| Corinthians      | San Paolo      | San Paolo           |
| CRB              | Maceió         | Alagoas             |
| Cruzeiro         | Belo Horizonte | Minas Gerais        |
| CSA              | Maceió         | Alagoas             |
| Desportiva       | Cariacica      | Espírito Santo      |
| Ferroviário-CE   | Fortaleza      | Ceará               |
| Flamengo         | Rio de Janeiro | Rio de Janeiro      |
| Fluminense       | Rio de Janeiro | Rio de Janeiro      |
| Fortaleza        | Fortaleza      | Ceará               |
| Galícia          | Salvador       | Bahia               |
| Goiás            | Goiânia        | Goiás               |
| Grêmio           | Porto Alegre   | Rio Grande do Sul   |
| Inter de Limeira | Limeira        | San Paolo           |
| Internacional    | Porto Alegre   | Rio Grande do Sul   |
| Itabaiana        | Itabaiana      | Sergipe             |
| Joinville        | Joinville      | Santa Catarina      |
| Londrina         | Londrina       | Paraná              |
| Mixto            | Cuiabá         | Mato Grosso         |
| Nacional-AM      | Manaus         | Amazonas            |
| Náutico          | Recife         | Pernambuco          |
| Operário-MS      | Campo Grande   | Mato Grosso do Sul  |
| Palmeiras        | San Paolo      | San Paolo           |
| Paysandu         | Belém          | Pará                |
| Pinheiros        | Curitiba       | Paraná              |
| Ponte Preta      | Campinas       | San Paolo           |
| Portuguesa       | San Paolo      | San Paolo           |
| River            | Teresina       | Piauí               |
| Sampaio Corrêa   | São Luís       | Maranhão            |
| San Paolo        | San Paolo      | San Paolo           |
| Santa Cruz       | Recife         | Pernambuco          |
| Santos           | Santos         | San Paolo           |
| Sport Recife     | Recife         | Pernambuco          |
| Uberaba          | Uberaba        | Minas Gerais        |
| Vasco da Gama    | Rio de Janeiro | Rio de Janeiro      |
| Vila Nova        | Goiânia        | Goiás               |
| Vitória          | Salvador       | Bahia               |

## Primo turno

### Gruppo A

#### Risultati
| Casa/Trasferta | BAN | COL | INL | INT | JOI | LON | POP | VAS | VIL | VIT |
| -------------- | --- | --- | --- | --- | --- | --- | --- | --- | --- | --- |
| Bangu          |     | 0-0 |     |     | 3-0 |     | 5-1 | 3-2 | 5-1 |     |
| Colorado       |     |     |     | 0-0 | 1-0 |     | 0-0 | 1-0 |     | 2-1 |
| Inter Limeira  | 1-1 | 1-1 |     |     |     |     |     | 0-2 |     | 1-0 |
| Internacional  | 0-0 |     | 1-1 |     |     | 1-0 | 4-2 |     |     |     |
| Joinville      |     |     | 1-2 | 1-0 |     | 2-0 |     | 0-2 |     |     |
| Londrina       | 2-1 | 0-2 | 0-1 |     |     |     | 0-1 |     | 1-0 |     |
| Ponte Preta    |     |     | 3-0 |     | 2-0 |     |     | 1-1 |     | 3-0 |
| Vasco da Gama  |     |     |     | 4-0 |     | 6-1 |     |     | 3-1 | 4-2 |
| Vila Nova      |     | 2-1 | 2-0 | 0-2 | 0-0 |     | 2-3 |     |     |     |
| Vitória        | 2-0 |     |     | 0-0 | 1-1 | 3-1 |     |     | 1-0 |     |

#### Classifica
| Pos. | Squadra          | Pt | G | V | N | P | GF | GS | DR  |
| ---- | ---------------- | -- | - | - | - | - | -- | -- | --- |
| 1    | Vasco da Gama    | 13 | 9 | 6 | 1 | 2 | 24 | 9  | +15 |
| 2    | Ponte Preta      | 12 | 9 | 5 | 2 | 2 | 16 | 12 | +4  |
| 3    | Colorado         | 12 | 9 | 4 | 4 | 1 | 8  | 4  | +4  |
| 4    | Bangu            | 11 | 9 | 4 | 3 | 2 | 18 | 9  | +9  |
| 5    | Internacional    | 10 | 9 | 3 | 4 | 2 | 8  | 8  | 0   |
| 6    | Inter de Limeira | 9  | 9 | 3 | 3 | 3 | 7  | 11 | -4  |
| 7    | Vitória          | 8  | 9 | 3 | 2 | 4 | 10 | 12 | -2  |
| 8    | Joinville        | 6  | 9 | 2 | 2 | 5 | 5  | 11 | -6  |
| 9    | Vila Nova        | 5  | 9 | 2 | 1 | 6 | 8  | 16 | -8  |
| 10   | Londrina         | 4  | 9 | 2 | 0 | 7 | 5  | 17 | -12 |

#### Verdetti
- Vasco da Gama, Ponte Preta, Colorado, Bangu, Internacional, Inter Limeira e Vitória qualificati al secondo turno.

### Gruppo B

#### Risultati
| Casa/Trasferta | BOT | BRA | COR | DES | GAL | GOI | GRÊ | OP-MS | PIN | POR |
| -------------- | --- | --- | --- | --- | --- | --- | --- | ----- | --- | --- |
| Botafogo       |     |     |     |     |     | 0-2 | 2-3 | 1-0   |     | 0-1 |
| Brasília       | 0-2 |     | 0-1 |     |     |     |     | 1-3   | 3-2 | 2-2 |
| Corinthians    | 1-3 |     |     | 2-2 |     | 1-1 |     |       | 2-0 |     |
| Desportiva     | 0-4 | 2-2 |     |     |     |     |     | 0-2   | 0-1 | 0-1 |
| Galícia        | 3-1 | 1-0 | 0-2 | 1-0 |     | 3-2 |     |       |     |     |
| Goiás          |     | 1-0 |     | 2-0 |     |     | 0-0 | 2-0   |     |     |
| Grêmio         |     | 1-2 | 1-0 | 2-0 | 2-1 |     |     |       |     |     |
| Operário-MS    |     |     | 0-1 |     | 1-0 |     | 2-1 |       | 1-1 | 2-1 |
| Pinheiros      | 2-2 |     |     |     | 0-0 | 0-0 | 1-1 |       |     |     |
| Portuguesa     |     |     | 1-0 |     | 2-1 | 2-0 | 1-0 |       | 2-2 |     |

#### Classifica
| Pos. | Squadra     | Pt | G | V | N | P | GF | GS | DR  |
| ---- | ----------- | -- | - | - | - | - | -- | -- | --- |
| 1    | Portuguesa  | 14 | 9 | 6 | 2 | 1 | 13 | 7  | +6  |
| 2    | Operário-MS | 11 | 9 | 5 | 1 | 3 | 11 | 8  | +3  |
| 3    | Goiás       | 11 | 9 | 4 | 3 | 2 | 10 | 6  | +4  |
| 4    | Grêmio      | 10 | 9 | 4 | 2 | 3 | 11 | 9  | +2  |
| 5    | Corinthians | 10 | 9 | 4 | 2 | 3 | 10 | 8  | +2  |
| 6    | Galícia     | 9  | 9 | 4 | 1 | 4 | 10 | 10 | 0   |
| 7    | Botafogo    | 9  | 9 | 4 | 1 | 4 | 15 | 12 | +3  |
| 8    | Pinheiros   | 8  | 9 | 1 | 6 | 2 | 9  | 11 | -2  |
| 9    | Brasília    | 6  | 9 | 2 | 2 | 5 | 10 | 15 | -5  |
| 10   | Desportiva  | 2  | 9 | 0 | 2 | 7 | 4  | 17 | -13 |

#### Verdetti
- Portuguesa, Operário-MS, Goiás, Grêmio, Corinthians, Galícia e Botafogo qualificati al secondo turno.

### Gruppo C

#### Risultati
| Casa/Trasferta | AM-RN | AT-MG | CAM | CSA | FER | FLU | MIX | RÍV | SPA | SPO |
| -------------- | ----- | ----- | --- | --- | --- | --- | --- | --- | --- | --- |
| América-RN     |       |       | 2-0 |     | 3-2 |     |     | 2-0 | 1-1 | 1-1 |
| Atlético-MG    | 2-1   |       | 0-0 | 3-0 |     |     |     |     |     | 1-1 |
| Campinense     |       |       |     | 0-1 |     |     |     | 4-0 | 0-0 | 4-1 |
| CSA            | 3-2   |       |     |     | 0-0 | 0-2 |     | 2-1 | 2-2 |     |
| Ferroviário    |       | 1-1   | 2-1 |     |     | 4-1 | 3-2 | 2-1 |     |     |
| Fluminense     | 4-2   | 2-1   | 4-1 |     |     |     |     |     |     | 0-1 |
| Mixto          | 4-2   | 0-4   | 1-0 | 3-0 |     | 1-1 |     |     |     |     |
| Ríver          |       | 1-0   |     |     |     | 3-1 | 0-0 |     | 0-2 |     |
| San Paolo      |       | 2-1   |     |     | 0-0 | 2-1 | 4-0 |     |     |     |
| Sport          |       |       |     | 2-1 | 2-0 |     | 1-0 | 1-1 | 0-0 |     |

#### Classifica
| Pos. | Squadra          | Pt | G | V | N | P | GF | GS | DR |
| ---- | ---------------- | -- | - | - | - | - | -- | -- | -- |
| 1    | San Paolo        | 13 | 9 | 4 | 5 | 0 | 13 | 5  | +8 |
| 2    | Sport Recife     | 12 | 9 | 4 | 4 | 1 | 10 | 8  | +2 |
| 3    | Ferroviário-CE   | 11 | 9 | 4 | 3 | 2 | 14 | 11 | +3 |
| 4    | Fluminense       | 9  | 9 | 4 | 1 | 4 | 16 | 15 | +1 |
| 5    | Atlético Mineiro | 9  | 9 | 3 | 3 | 3 | 13 | 8  | +5 |
| 6    | Mixto            | 8  | 9 | 3 | 2 | 4 | 11 | 15 | -4 |
| 7    | CSA              | 8  | 9 | 3 | 2 | 4 | 9  | 15 | -6 |
| 8    | América-RN       | 8  | 9 | 3 | 2 | 4 | 16 | 17 | -1 |
| 9    | Campinense       | 6  | 9 | 2 | 2 | 5 | 10 | 11 | -1 |
| 10   | River            | 6  | 9 | 2 | 2 | 5 | 7  | 14 | -7 |

#### Verdetti
- San Paolo, Sport, Ferroviário, Fluminense, Atlético Mimeiro, Mixto e CSA qualificati al secondo turno.

### Gruppo D

#### Risultati
| Casa/Trasferta | CRB | CRU | FLA | FOR | ITA | NA-AM | PAY | SAM | SCR | SAN |
| -------------- | --- | --- | --- | --- | --- | ----- | --- | --- | --- | --- |
| CRB            |     | 0-1 | 2-3 | 1-1 |     |       | 1-0 |     | 3-1 |     |
| Cruzeiro       |     |     | 0-0 | 1-0 |     |       |     | 1-1 | 0-3 |     |
| Flamengo       |     |     |     | 8-0 |     |       |     | 2-0 | 2-2 | 0-0 |
| Fortaleza      |     |     |     |     | 1-0 | 1-1   | 1-1 | 3-0 |     | 1-2 |
| Itabaiana      | 3-1 | 1-5 | 0-2 |     |     |       |     |     |     | 0-3 |
| Nacional-AM    | 1-0 | 1-0 | 0-1 |     | 1-0 |       |     |     | 1-1 |     |
| Paysandu       |     | 1-3 | 3-0 |     | 3-0 | 0-0   |     | 4-0 |     |     |
| Sampaio Corrêa | 1-1 |     |     |     | 1-0 | 0-2   |     |     | 1-1 | 0-1 |
| Santa Cruz     |     |     |     | 2-1 | 2-0 |       | 3-0 |     |     | 1-1 |
| Santos         | 5-2 | 0-0 |     |     |     | 3-0   | 4-0 |     |     |     |

#### Classifica
| Pos. | Squadra        | Pt | G | V | N | P | GF | GS | DR  |
| ---- | -------------- | -- | - | - | - | - | -- | -- | --- |
| 1    | Santos         | 15 | 9 | 6 | 3 | 0 | 19 | 4  | +15 |
| 2    | Flamengo       | 13 | 9 | 5 | 3 | 1 | 18 | 7  | +11 |
| 3    | Santa Cruz     | 12 | 9 | 4 | 4 | 1 | 16 | 9  | +7  |
| 4    | Nacional-AM    | 11 | 9 | 4 | 3 | 2 | 7  | 6  | +1  |
| 5    | Cruzeiro       | 11 | 9 | 4 | 3 | 2 | 11 | 7  | +4  |
| 6    | Paysandu       | 8  | 9 | 3 | 2 | 4 | 12 | 12 | 0   |
| 7    | Fortaleza      | 7  | 9 | 2 | 3 | 4 | 9  | 16 | -7  |
| 8    | CRB            | 6  | 9 | 2 | 2 | 5 | 11 | 16 | -5  |
| 9    | Sampaio Corrêa | 5  | 9 | 1 | 3 | 5 | 4  | 15 | -11 |
| 10   | Itabaiana      | 2  | 9 | 1 | 0 | 8 | 4  | 19 | -15 |

#### Verdetti
- Santos, Flamengo, Santa Cruz, Nacional-AM, Cruzeiro, Paysandu e Fortaleza qualificati al secondo turno

## Secondo turno

### Gruppo E

#### Risultati
| 1ª giornata | 1ª giornata | 1ª giornata       | 1ª giornata       | 1ª giornata       |
| 7 mar. 1981 | 7 mar. 1981 | 19 e 21 mar. 1981 | 19 e 21 mar. 1981 | 19 e 21 mar. 1981 |
| ----------- | ----------- | ----------------- | ----------------- | ----------------- |
| 1-1         | CSA         | -                 | Vasco da Gama     | 1-1               |
| 0-1         | Nacional-AM | -                 | Galícia           | 4-1               |

| 2ª giornata  | 2ª giornata   | 2ª giornata       | 2ª giornata       | 2ª giornata       |
| 12 mar. 1981 | 12 mar. 1981  | 26 e 28 mar. 1981 | 26 e 28 mar. 1981 | 26 e 28 mar. 1981 |
| ------------ | ------------- | ----------------- | ----------------- | ----------------- |
| 4-0          | CSA           | -                 | Galícia           | 3-1               |
| 3-0          | Vasco da Gama | -                 | Nacional-AM       | 2-1               |

| 3ª giornata  | 3ª giornata  | 3ª giornata     | 3ª giornata     | 3ª giornata     |
| 15 mar. 1981 | 15 mar. 1981 | 2 e 4 apr. 1981 | 2 e 4 apr. 1981 | 2 e 4 apr. 1981 |
| ------------ | ------------ | --------------- | --------------- | --------------- |
| 0-3          | Galícia      | -               | Vasco da Gama   | 2-3             |
| 2-1          | Nacional-AM  | -               | CSA             | 0-3             |

#### Classifica
| Pos. | Squadra       | Pt | G | V | N | P | GF | GS | DR  |
| ---- | ------------- | -- | - | - | - | - | -- | -- | --- |
| 1    | Vasco da Gama | 10 | 6 | 4 | 2 | 0 | 13 | 5  | +8  |
| 2    | CSA           | 8  | 6 | 3 | 2 | 1 | 13 | 5  | +8  |
| 3    | Nacional-AM   | 4  | 6 | 2 | 0 | 4 | 7  | 11 | -4  |
| 4    | Galícia       | 2  | 6 | 1 | 0 | 5 | 5  | 17 | -12 |

#### Verdetti
- Vasco da Gama e CSA qualificati agli ottavi di finale.

### Gruppo F

#### Risultati
| 1ª giornata | 1ª giornata | 1ª giornata | 1ª giornata  | 1ª giornata  |
| 7 mar. 1981 | 7 mar. 1981 |             | 21 mar. 1981 | 21 mar. 1981 |
| ----------- | ----------- | ----------- | ------------ | ------------ |
| 3-0         | Bahia       | -           | Corinthians  | 1-0          |
| 1-1         | Santa Cruz  | -           | Ponte Preta  | 1-3          |

| 2ª giornata       | 2ª giornata       | 2ª giornata       | 2ª giornata  | 2ª giornata  |
| 11 e 12 mar. 1981 | 11 e 12 mar. 1981 | 11 e 12 mar. 1981 | 28 mar. 1981 | 28 mar. 1981 |
| ----------------- | ----------------- | ----------------- | ------------ | ------------ |
| 1-1               | Bahia             | -                 | Ponte Preta  | 0-1          |
| 1-4               | Corinthians       | -                 | Santa Cruz   | 0-2          |

| 3ª giornata  | 3ª giornata  | 3ª giornata | 3ª giornata | 3ª giornata |
| 15 mar. 1981 | 15 mar. 1981 |             | 4 apr. 1981 | 4 apr. 1981 |
| ------------ | ------------ | ----------- | ----------- | ----------- |
| 2-1          | Ponte Preta  | -           | Corinthians | 2-2         |
| 4-0          | Santa Cruz   | -           | Bahia       | 0-5         |

#### Classifica
| Pos. | Squadra     | Pt | G | V | N | P | GF | GS | DR  |
| ---- | ----------- | -- | - | - | - | - | -- | -- | --- |
| 1    | Ponte Preta | 9  | 6 | 3 | 3 | 0 | 10 | 6  | +4  |
| 2    | Bahia       | 7  | 6 | 3 | 1 | 2 | 10 | 6  | +4  |
| 3    | Santa Cruz  | 7  | 6 | 3 | 1 | 2 | 12 | 10 | +2  |
| 4    | Corinthians | 1  | 6 | 0 | 1 | 5 | 4  | 14 | -10 |

#### Verdetti
- Ponte Preta e Bahia qualificati agli ottavi di finale.

### Gruppo G

#### Risultati
| 1ª giornata | 1ª giornata | 1ª giornata | 1ª giornata  | 1ª giornata  |
| 7 mar. 1981 | 7 mar. 1981 |             | 21 mar. 1981 | 21 mar. 1981 |
| ----------- | ----------- | ----------- | ------------ | ------------ |
| 2-2         | Portuguesa  | -           | Fluminense   | 1-1          |
| 1-1         | Vitória     | -           | Paysandu     | 1-0          |

| 2ª giornata  | 2ª giornata  | 2ª giornata | 2ª giornata  | 2ª giornata  |
| 11 mar. 1981 | 11 mar. 1981 |             | 28 mar. 1981 | 28 mar. 1981 |
| ------------ | ------------ | ----------- | ------------ | ------------ |
| 1-2          | Fluminense   | -           | Vitória      | 0-0          |
| 1-1          | Paysandu     | -           | Portuguesa   | 0-0          |

| 3ª giornata  | 3ª giornata  | 3ª giornata | 3ª giornata | 3ª giornata |
| 15 mar. 1981 | 15 mar. 1981 |             | 4 apr. 1981 | 4 apr. 1981 |
| ------------ | ------------ | ----------- | ----------- | ----------- |
| 0-4          | Paysandu     | -           | Fluminense  | 1-4         |
| 2-1          | Portuguesa   | -           | Vitória     | 0-1         |

#### Classifica
| Pos. | Squadra    | Pt | G | V | N | P | GF | GS | DR |
| ---- | ---------- | -- | - | - | - | - | -- | -- | -- |
| 1    | Vitória    | 8  | 6 | 3 | 2 | 1 | 6  | 4  | +2 |
| 2    | Fluminense | 7  | 6 | 2 | 3 | 1 | 12 | 6  | +6 |
| 3    | Portuguesa | 6  | 6 | 1 | 4 | 1 | 6  | 6  | 0  |
| 4    | Paysandu   | 3  | 6 | 0 | 3 | 3 | 3  | 11 | -8 |

#### Verdetti
- Vitória e Fluminense qualificati agli ottavi di finale.

### Gruppo H

#### Risultati
| 1ª giornata | 1ª giornata | 1ª giornata       | 1ª giornata       | 1ª giornata       |
| 7 mar. 1981 | 7 mar. 1981 | 19 e 21 mar. 1981 | 19 e 21 mar. 1981 | 19 e 21 mar. 1981 |
| ----------- | ----------- | ----------------- | ----------------- | ----------------- |
| 2-1         | Operário-MS | -                 | Náutico           | 0-1               |
| 2-1         | Cruzeiro    | -                 | Ferroviário       | 2-1               |

| 2ª giornata  | 2ª giornata  | 2ª giornata | 2ª giornata  | 2ª giornata  |
| 12 mar. 1981 | 12 mar. 1981 |             | 28 mar. 1981 | 28 mar. 1981 |
| ------------ | ------------ | ----------- | ------------ | ------------ |
| 1-3          | Ferroviário  | -           | Operário-MS  | 0-3          |
| 3-0          | Náutico      | -           | Cruzeiro     | 0-3          |

| 3ª giornata  | 3ª giornata  | 3ª giornata | 3ª giornata | 3ª giornata |
| 15 mar. 1981 | 15 mar. 1981 |             | 4 apr. 1981 | 4 apr. 1981 |
| ------------ | ------------ | ----------- | ----------- | ----------- |
| 0-3          | Ferroviário  | -           | Náutico     | 0-3         |
| 5-1          | Operário-MS  | -           | Cruzeiro    | 3-1         |

#### Classifica
| Pos. | Squadra        | Pt | G | V | N | P | GF | GS | DR  |
| ---- | -------------- | -- | - | - | - | - | -- | -- | --- |
| 1    | Operário-MS    | 10 | 6 | 5 | 0 | 1 | 16 | 5  | +11 |
| 2    | Náutico        | 8  | 6 | 4 | 0 | 2 | 11 | 5  | +6  |
| 3    | Cruzeiro       | 6  | 6 | 3 | 0 | 3 | 9  | 14 | -4  |
| 4    | Ferroviário-CE | 0  | 6 | 0 | 0 | 6 | 3  | 16 | -13 |

#### Verdetti
- Operário-MS e Náutico qualificati agli ottavi di finale.

### Gruppo I

#### Risultati
| 1ª giornata | 1ª giornata | 1ª giornata | 1ª giornata   | 1ª giornata  |
| 7 mar. 1981 | 7 mar. 1981 |             | 21 mar. 1981  | 21 mar. 1981 |
| ----------- | ----------- | ----------- | ------------- | ------------ |
| 2-2         | Fortaleza   | -           | Inter Limeira | 0-5          |
| 3-0         | San Paolo   | -           | Grêmio        | 0-1          |

| 2ª giornata  | 2ª giornata   | 2ª giornata            | 2ª giornata            | 2ª giornata            |
| 12 mar. 1981 | 12 mar. 1981  | 28 mar. e 1º apr. 1981 | 28 mar. e 1º apr. 1981 | 28 mar. e 1º apr. 1981 |
| ------------ | ------------- | ---------------------- | ---------------------- | ---------------------- |
| 2-0          | Grêmio        | -                      | Fortaleza              | 4-0                    |
| 1-1          | Inter Limeira | -                      | San Paolo              | 1-2                    |

| 3ª giornata  | 3ª giornata   | 3ª giornata | 3ª giornata | 3ª giornata |
| 15 mar. 1981 | 15 mar. 1981  |             | 4 apr. 1981 | 4 apr. 1981 |
| ------------ | ------------- | ----------- | ----------- | ----------- |
| 3-1          | Inter Limeira | -           | Grêmio      | 0-1         |
| 1-0          | San Paolo     | -           | Fortaleza   | 1-0         |

#### Classifica
| Pos. | Squadra          | Pt | G | V | N | P | GF | GS | DR  |
| ---- | ---------------- | -- | - | - | - | - | -- | -- | --- |
| 1    | San Paolo        | 9  | 6 | 4 | 1 | 1 | 8  | 3  | +5  |
| 2    | Grêmio           | 8  | 6 | 4 | 0 | 2 | 9  | 6  | +3  |
| 3    | Inter de Limeira | 6  | 6 | 2 | 2 | 2 | 12 | 7  | +5  |
| 4    | Fortaleza        | 1  | 6 | 0 | 1 | 5 | 2  | 15 | -13 |

#### Verdetti
- San Paolo e Grêmio qualificati agli ottavi di finale.

### Gruppo J

#### Risultati
| 1ª giornata | 1ª giornata   | 1ª giornata | 1ª giornata  | 1ª giornata  |
| 7 mar. 1981 | 7 mar. 1981   |             | 21 mar. 1981 | 21 mar. 1981 |
| ----------- | ------------- | ----------- | ------------ | ------------ |
| 1-0         | Internacional | -           | Goiás        | 0-0          |
| 1-0         | Palmeiras     | -           | Sport        | 1-3          |

| 2ª giornata  | 2ª giornata  | 2ª giornata | 2ª giornata   | 2ª giornata  |
| 11 mar. 1981 | 11 mar. 1981 |             | 28 mar. 1981  | 28 mar. 1981 |
| ------------ | ------------ | ----------- | ------------- | ------------ |
| 0-1          | Palmeiras    | -           | Internacional | 0-6          |
| 4-0          | Sport        | -           | Goiás         | 0-0          |

| 3ª giornata  | 3ª giornata   | 3ª giornata | 3ª giornata | 3ª giornata |
| 15 mar. 1981 | 15 mar. 1981  |             | 4 apr. 1981 | 4 apr. 1981 |
| ------------ | ------------- | ----------- | ----------- | ----------- |
| 1-3          | Goiás         | -           | Palmeiras   | 0-2         |
| 2-2          | Internacional | -           | Sport       | 0-0         |

#### Classifica
| Pos. | Squadra       | Pt | G | V | N | P | GF | GS | DR |
| ---- | ------------- | -- | - | - | - | - | -- | -- | -- |
| 1    | Internacional | 9  | 6 | 3 | 3 | 0 | 10 | 2  | +8 |
| 2    | Sport Recife  | 7  | 6 | 2 | 3 | 1 | 9  | 4  | +5 |
| 3    | Palmeiras     | 6  | 6 | 3 | 0 | 3 | 7  | 11 | -4 |
| 4    | Goiás         | 2  | 6 | 0 | 2 | 4 | 1  | 10 | -9 |

#### Verdetti
- Internacional e Sport qualificati agli ottavi di finale.

### Gruppo K

#### Risultati
| 1ª giornata | 1ª giornata | 1ª giornata       | 1ª giornata       | 1ª giornata       |
| 7 mar. 1981 | 7 mar. 1981 | 18 e 21 mar. 1981 | 18 e 21 mar. 1981 | 18 e 21 mar. 1981 |
| ----------- | ----------- | ----------------- | ----------------- | ----------------- |
| 0-1         | Bangu       | -                 | Botafogo          | 1-5               |
| 1-1         | Mixto       | -                 | Santos            | 0-2               |

| 2ª giornata  | 2ª giornata  | 2ª giornata | 2ª giornata  | 2ª giornata  |
| 12 mar. 1981 | 12 mar. 1981 |             | 28 mar. 1981 | 28 mar. 1981 |
| ------------ | ------------ | ----------- | ------------ | ------------ |
| 0-0          | Botafogo     | -           | Mixto        | 2-2          |
| 2-0          | Santos       | -           | Bangu        | 1-1          |

| 3ª giornata  | 3ª giornata  | 3ª giornata     | 3ª giornata     | 3ª giornata     |
| 15 mar. 1981 | 15 mar. 1981 | 3 e 4 apr. 1981 | 3 e 4 apr. 1981 | 3 e 4 apr. 1981 |
| ------------ | ------------ | --------------- | --------------- | --------------- |
| 2-1          | Botafogo     | -               | Santos          | 0-0             |
| 2-0          | Bangu        | -               | Mixto           | 2-1             |

#### Classifica
| Pos. | Squadra  | Pt | G | V | N | P | GF | GS | DR |
| ---- | -------- | -- | - | - | - | - | -- | -- | -- |
| 1    | Botafogo | 9  | 6 | 3 | 3 | 0 | 10 | 4  | +6 |
| 2    | Santos   | 7  | 6 | 2 | 3 | 1 | 7  | 4  | +3 |
| 3    | Bangu    | 5  | 6 | 2 | 1 | 3 | 6  | 10 | -4 |
| 4    | Mixto    | 3  | 6 | 0 | 3 | 3 | 4  | 9  | -5 |

#### Verdetti
- Botafogo e Santos qualificati agli ottavi di finale.

### Gruppo L

#### Risultati
| 1ª giornata | 1ª giornata | 1ª giornata       | 1ª giornata       | 1ª giornata       |
| 7 mar. 1981 | 7 mar. 1981 | 21 e 25 mar. 1981 | 21 e 25 mar. 1981 | 21 e 25 mar. 1981 |
| ----------- | ----------- | ----------------- | ----------------- | ----------------- |
| 1-1         | Colorado    | -                 | Uberaba           | 0-0               |
| 2-1         | Flamengo    | -                 | Atlético-MG       | 0-0               |

| 2ª giornata  | 2ª giornata  | 2ª giornata | 2ª giornata  | 2ª giornata  |
| 11 mar. 1981 | 11 mar. 1981 |             | 1º apr. 1981 | 1º apr. 1981 |
| ------------ | ------------ | ----------- | ------------ | ------------ |
| 1-1          | Atlético-MG  | -           | Colorado     | 3-1          |
| 1-1          | Uberaba      | -           | Flamengo     | 2-4          |

| 3ª giornata  | 3ª giornata  | 3ª giornata | 3ª giornata | 3ª giornata |
| 15 mar. 1981 | 15 mar. 1981 |             | 4 apr. 1981 | 4 apr. 1981 |
| ------------ | ------------ | ----------- | ----------- | ----------- |
| 4-0          | Colorado     | -           | Flamengo    | 1-2         |
| 1-1          | Uberaba      | -           | Atlético-MG | 0-2         |

#### Classifica
| Pos. | Squadra          | Pt | G | V | N | P | GF | GS | DR |
| ---- | ---------------- | -- | - | - | - | - | -- | -- | -- |
| 1    | Flamengo         | 8  | 6 | 3 | 2 | 1 | 9  | 9  | 0  |
| 2    | Atlético Mineiro | 7  | 6 | 2 | 3 | 1 | 8  | 5  | +3 |
| 3    | Colorado         | 5  | 6 | 1 | 3 | 2 | 8  | 7  | +1 |
| 4    | Uberaba          | 4  | 6 | 0 | 4 | 2 | 5  | 9  | -4 |

#### Verdetti
- Flamengo e Atlético Mineiro qualificati agli ottavi di finale.

## Fase finale
|  | Ottavi di finale | Ottavi di finale | Ottavi di finale | Ottavi di finale |   |               | Quarti di finale | Quarti di finale | Quarti di finale | Quarti di finale |             |   | Semifinali | Semifinali | Semifinali | Semifinali |        |   | Finale | Finale | Finale | Finale |
|  |                  |                  |                  |                  |   |               |                  |                  |                  |                  |             |   |            |            |            |            |        |   |        |        |        |        |
|  | Fluminense       | 0                | 3                | 3                |   |               |                  |                  |                  |                  |             |   |            |            |            |            |        |   |        |        |        |        |
|  | Vasco da Gama    | 2                | 2                | 4                |   |               |                  |                  |                  |                  |             |   |            |            |            |            |        |   |        |        |        |        |
|  | Vasco da Gama    | 2                | 2                | 4                |   | Vasco da Gama | 0                | 0                | 0                |                  |             |   |            |            |            |            |        |   |        |        |        |        |
|  |                  |                  |                  |                  |   | Vasco da Gama | 0                | 0                | 0                |                  |             |   |            |            |            |            |        |   |        |        |        |        |
|  |                  | Ponte Preta      | 0                | 0                | 0 |               |                  |                  |                  |                  |             |   |            |            |            |            |        |   |        |        |        |        |
|  | Náutico          | Ponte Preta      | 0                | 0                | 0 | 0             | 1                | 1                |                  |                  |             |   |            |            |            |            |        |   |        |        |        |        |
|  | Náutico          |                  |                  |                  |   | 0             | 1                | 1                |                  |                  |             |   |            |            |            |            |        |   |        |        |        |        |
|  | Ponte Preta      | 0                | 2                | 2                |   |               |                  |                  |                  |                  |             |   |            |            |            |            |        |   |        |        |        |        |
|  | Ponte Preta      | 0                | 2                | 2                |   |               |                  |                  |                  |                  | Ponte Preta | 2 | 1          | 3          |            |            |        |   |        |        |        |        |
|  |                  |                  |                  |                  |   |               |                  |                  |                  |                  |             | 2 | 1          | 3          |            |            |        |   |        |        |        |        |
|  |                  | Grêmio           | 3                | 0                | 3 |               |                  |                  |                  |                  |             |   |            |            |            |            |        |   |        |        |        |        |
|  | Vitória          | Grêmio           | 3                | 0                | 3 | 2             | 0                | 2                |                  |                  |             |   |            |            |            |            |        |   |        |        |        |        |
|  | Vitória          |                  |                  |                  |   | 2             | 0                | 2                |                  |                  |             |   |            |            |            |            |        |   |        |        |        |        |
|  | Grêmio           | 1                | 2                | 3                |   |               |                  |                  |                  |                  |             |   |            |            |            |            |        |   |        |        |        |        |
|  | Grêmio           | 1                | 2                | 3                |   | Grêmio        | 2                | 1                | 3                |                  |             |   |            |            |            |            |        |   |        |        |        |        |
|  |                  |                  |                  |                  |   | Grêmio        | 2                | 1                | 3                |                  |             |   |            |            |            |            |        |   |        |        |        |        |
|  |                  | Operário-MS      | 0                | 0                | 0 |               |                  |                  |                  |                  |             |   |            |            |            |            |        |   |        |        |        |        |
|  | Sport Recife     | Operário-MS      | 0                | 0                | 0 | 0             | 1                | 1                |                  |                  |             |   |            |            |            |            |        |   |        |        |        |        |
|  | Sport Recife     |                  |                  |                  |   | 0             | 1                | 1                |                  |                  |             |   |            |            |            |            |        |   |        |        |        |        |
|  | Operário-MS      | 0                | 3                | 3                |   |               |                  |                  |                  |                  |             |   |            |            |            |            |        |   |        |        |        |        |
|  | Operário-MS      | 0                | 3                | 3                |   |               |                  |                  |                  |                  |             |   |            |            |            |            | Grêmio | 2 | 1      | 3      |        |        |
|  |                  |                  |                  |                  |   |               |                  |                  |                  |                  |             |   |            |            |            |            |        | 2 | 1      | 3      |        |        |
|  |                  | San Paolo        | 1                | 0                | 1 |               |                  |                  |                  |                  |             |   |            |            |            |            |        |   |        |        |        |        |
|  | Bahia            | San Paolo        | 1                | 0                | 1 | 0             | 0                | 0                |                  |                  |             |   |            |            |            |            |        |   |        |        |        |        |
|  | Bahia            |                  |                  |                  |   | 0             | 0                | 0                |                  |                  |             |   |            |            |            |            |        |   |        |        |        |        |
|  | Flamengo         | 0                | 2                | 2                |   |               |                  |                  |                  |                  |             |   |            |            |            |            |        |   |        |        |        |        |
|  | Flamengo         | 0                | 2                | 2                |   | Flamengo      | 0                | 1                | 1                |                  |             |   |            |            |            |            |        |   |        |        |        |        |
|  |                  |                  |                  |                  |   | Flamengo      | 0                | 1                | 1                |                  |             |   |            |            |            |            |        |   |        |        |        |        |
|  |                  | Botafogo         | 0                | 3                | 3 |               |                  |                  |                  |                  |             |   |            |            |            |            |        |   |        |        |        |        |
|  | CSA              | Botafogo         | 0                | 3                | 3 | 0             | 0                | 0                |                  |                  |             |   |            |            |            |            |        |   |        |        |        |        |
|  | CSA              |                  |                  |                  |   | 0             | 0                | 0                |                  |                  |             |   |            |            |            |            |        |   |        |        |        |        |
|  | Botafogo         | 0                | 2                | 2                |   |               |                  |                  |                  |                  |             |   |            |            |            |            |        |   |        |        |        |        |
|  | Botafogo         | 0                | 2                | 2                |   |               |                  |                  |                  |                  | Botafogo    | 1 | 2          | 3          |            |            |        |   |        |        |        |        |
|  |                  |                  |                  |                  |   |               |                  |                  |                  |                  |             | 1 | 2          | 3          |            |            |        |   |        |        |        |        |
|  |                  | San Paolo        | 0                | 3                | 3 |               |                  |                  |                  |                  |             |   |            |            |            |            |        |   |        |        |        |        |
|  | Atlético Mineiro | San Paolo        | 0                | 3                | 3 | 0             | 1                | 1                |                  |                  |             |   |            |            |            |            |        |   |        |        |        |        |
|  | Atlético Mineiro |                  |                  |                  |   | 0             | 1                | 1                |                  |                  |             |   |            |            |            |            |        |   |        |        |        |        |
|  | Internacional    | 1                | 1                | 2                |   |               |                  |                  |                  |                  |             |   |            |            |            |            |        |   |        |        |        |        |
|  | Internacional    | 1                | 1                | 2                |   | Internacional | 0                | 0                | 0                |                  |             |   |            |            |            |            |        |   |        |        |        |        |
|  |                  |                  |                  |                  |   | Internacional | 0                | 0                | 0                |                  |             |   |            |            |            |            |        |   |        |        |        |        |
|  |                  | San Paolo        | 1                | 2                | 3 |               |                  |                  |                  |                  |             |   |            |            |            |            |        |   |        |        |        |        |
|  | Santos           | San Paolo        | 1                | 2                | 3 | 0             | 1                | 1                |                  |                  |             |   |            |            |            |            |        |   |        |        |        |        |
|  | Santos           |                  |                  |                  |   | 0             | 1                | 1                |                  |                  |             |   |            |            |            |            |        |   |        |        |        |        |
|  | San Paolo        | 2                | 2                | 4                |   |               |                  |                  |                  |                  |             |   |            |            |            |            |        |   |        |        |        |        |

### Ottavi di finale

#### Andata
| Recife 8 aprile 1981 | Sport | 0 – 0 referto | Operário-MS | Ilha do Retiro (16.087 spett.)\| Arbitro: \| Ayeta \| |
| Arbitro:             | Ayeta |               |             |                                                       |

| Salvador 8 aprile 1981 | Bahia   | 0 – 0 referto | Flamengo | Fonte Nova (63.701 spett.)\| Arbitro: \| Morgado \| |
| Arbitro:               | Morgado |               |          |                                                     |

| Arbitro: | dos Santos |

|  |           |                                 |
|  | Marcatori | 40’ (rig.) 58’ Serginho Chulapa |

| Arbitro: | Boschilla |

|  |           |                                       |
|  | Marcatori | 35’ César 59’ (rig.) Roberto Dinamite |

| Recife 9 aprile 1981 | Náutico        | 0 – 0 referto | Ponte Preta | Arruda (19.764 spett.)\| Arbitro: \| Serapião Filho \| |
| Arbitro:             | Serapião Filho |               |             |                                                        |

| Arbitro: | Marques de Mesquita |

|                                  |           |                    |
| Zé Augusto 62’ (rig.) Róbson 65’ | Marcatori | 37’ (rig.) Tarciso |

| Maceió 9 aprile 1981 | CSA                    | 0 – 0 referto | Botafogo | Rei Pelé (25.642 spett.)\| Arbitro: \| Tavares da Silva Filho \| |
| Arbitro:             | Tavares da Silva Filho |               |          |                                                                  |

| Arbitro: | Salles |

|  |           |              |
|  | Marcatori | 39’ Silvinho |

#### Ritorno
| Arbitro: | Arppi Filho |

|               |           |  |
| Nunes 76’ 89’ | Marcatori |  |

| Arbitro: | Scolfaro |

|                             |           |                                         |
| Edinho 47’ (aut.) César 79’ | Marcatori | 2’ Cláudio Adão 31’ Gilcimar 42’ Edinho |

| Arbitro: | Marçal Filho |

|                       |           |           |
| Serginho 10’ Lola 83’ | Marcatori | 57’ Píter |

| Arbitro: | Aragão |

|                              |           |  |
| Paulo Isidoro 6’ Tarciso 48’ | Marcatori |  |

| Arbitro: | Bernardoni |

|                                 |           |          |
| Pastoril 51’ Arturzinho 58’ 76’ | Marcatori | 63’ Denô |

| Arbitro: | Zanotto |

|                       |           |  |
| Jerson 4’ Marcelo 60’ | Marcatori |  |

| Arbitro: | Pimentel |

|                 |           |                 |
| Nílson Dias 56’ | Marcatori | 30’ (rig.) Éder |

| Arbitro: | Wright |

|                                      |           |            |
| Paulo César 49’ Serginho Chulapa 54’ | Marcatori | 45+2’ Pita |

### Quarti di finale

#### Andata
| Rio de Janeiro 15 aprile 1981 | Vasco da Gama | 0 – 0 referto | Ponte Preta | Maracanã (40.963 spett.)\| Arbitro: \| Zanotto \| |
| Arbitro:                      | Zanotto       |               |             |                                                   |

| Arbitro: | Scolfaro |

|                              |           |  |
| Vilson Tadei 41’ Tarciso 73’ | Marcatori |  |

| Rio de Janeiro 16 aprile 1981 | Flamengo    | 0 – 0 referto | Botafogo | Maracanã (117.117 spett.)\| Arbitro: \| Arppi Filho \| |
| Arbitro:                      | Arppi Filho |               |          |                                                        |

| Arbitro: | dos Santos |

|  |           |             |
|  | Marcatori | 46’ Éverton |

#### Ritorno
| Campinas 18 aprile 1981 | Ponte Preta  | 0 – 0 referto | Vasco da Gama | Moisés Lucarelli (16.787 spett.)\| Arbitro: \| Rosa Martins \| |
| Arbitro:                | Rosa Martins |               |               |                                                                |

| Arbitro: | Félix |

|  |           |              |
|  | Marcatori | 73’ Baltazar |

| Arbitro: | Wright |

|                             |           |         |
| Mendonça 44’ 88’ Jerson 85’ | Marcatori | 4’ Zico |

| Arbitro: | Coelho |

|                         |           |  |
| Serginho Chulapa 4’ 59’ | Marcatori |  |

### Semifinali

#### Andata
| Arbitro: | Serapião Filho |

|             |           |  |
| Marcelo 63’ | Marcatori |  |

| Arbitro: | dos Santos |

|             |           |                                                |
| Lola 3’ 68’ | Marcatori | 35’ Paulo Isidoro 46’ Vilson Tadei 65’ Tarciso |

#### Ritorno
| Arbitro: | Santiago |

|  |           |             |
|  | Marcatori | 20’ Osvaldo |

| Arbitro: | Zanotto |

|                                             |           |                         |
| Serginho Chulapa 44’ (rig.) Éverton 66’ 77’ | Marcatori | 10’ Jerson 18’ Mendonça |

### Finale

#### Andata
| Arbitro: | Coelho |

| |            | |
| Paulo Isidoro 55’ 69’ | Marcatori  | 39’ Serginho Chulapa |
| · Leão P · Remi P · Uchôa D · Newmar D · de León D · Casemiro D · China C · Renato Sá C · Paulo Isidoro C · Vilson Tadei C · Tarciso A · Baltazar A · Odair A | Formazioni | · P Valdir Peres · D Getúlio · D Oscar · D Pereyra · D Marinho Chagas · C Almir · C Renato · C Assis · C Éverton · A Paulo César · A Serginho Chulapa · A Zé Sérgio |
| Andrade | Allenatori | Fritzen |

#### Ritorno
| Arbitro: | Wright |

| |            | |
| | Marcatori  | 65’ Baltazar |
| · Valdir Peres P · Getúlio D · Oscar D · Pereyra D · Marinho Chagas D · Élvio C · Renato C · Éverton C · Assis C · Paulo César A · 88’ Serginho Chulapa A · Zé Sérgio A | Formazioni | · P Leão · D Paulo Roberto · D Newmar · D de León · D Casemiro · C China · C Paulo Isidoro · C Vilson Tadei · A Jurandir · A Tarciso · A Baltazar · A Odair · C Renato Sá |
| Fritzen | Allenatori | Andrade |

### Verdetti
- Grêmio campione del Brasile 1981.
- Grêmio e San Paolo qualificati per la Coppa Libertadores 1982.

## Classifica marcatori
| Pos. | Giocatore        | Squadra          | Gol |
| ---- | ---------------- | ---------------- | --- |
| 1    | Nunes            | Flamengo         | 16  |
| 2    | Mendonça         | Botafogo         | 15  |
| 3    | Roberto Dinamite | Vasco da Gama    | 14  |
| 4    | César            | Vasco da Gama    | 11  |
| 4    | Serginho Chulapa | San Paolo        | 11  |
| 6    | Baltazar         | Grêmio           | 10  |
| 6    | Elói             | Inter de Limeira | 10  |
| 6    | Éverton          | San Paolo        | 10  |
| 9    | Cláudio Adão     | Fluminense       | 9   |
| 9    | Mirandinha       | Bangu            | 9   |